# Lars Joachim Grimstad
Lars Joachim Grimstad (Bærum, 8 ottobre 1972) è un ex calciatore norvegese, di ruolo centrocampista.

## Carriera

### Giocatore

#### Club
Grimstad iniziò a giocare nello Stabæk a 9 anni, durante la militanza del club nelle serie inferiori norvegesi. Contribuì però alla scalata della squadra fino alla Tippeligaen. Segnò 5 reti in 69 incontri nella massima divisione, tra il 1995 ed il 1997. Fu operato per via di un infortunio prima dell'inizio del campionato 1998, ma non tornò mai più giocare.
Fu il primo calciatore ad essere introdotto nella Hall of Fame dello Stabæk.

### Dopo il ritiro
Una volta ritiratosi, si occupò di marketing e pubblicità presso la compagnia Dinamo. In seguito, ricoprì un incarico simile alla Try.

## Palmarès

### Club

#### Competizioni nazionali
- Coppa di Norvegia: 1

Stabæk: 1998